# Gholamreza Mesri
Gholamreza Mesri (* 1940) ist ein US-amerikanischer Bauingenieur für Geotechnik und Professor an der University of Illinois at Urbana-Champaign (UIUC).

## Leben
Mesri studierte Bauingenieurwesen an der University of Illinois at Urbana-Champaign mit dem Bachelor-Abschluss 1965 und dem Master-Abschluss 1966 und wurde dort 1969 promoviert. Danach war er dort Professor für Bauingenieurwesen und Umwelttechnik, zuletzt als Ralph B. Peck Professor. 
Er ist Ko-Autor der dritten Auflage des Bodenmechanik-Lehrbuchs von Karl Terzaghi und Ralph B. Peck.
Er ist Mitglied der internationalen Kommission zur Restaurierung der Kathedrale von Mexiko-Stadt in Mexiko-Stadt, die für ihre Gründungsprobleme bekannt ist. 
1988 erhielt er die Norman Medal und 1992 den Middlebrook Award der American Society of Civil Engineers (ASCE). 2014 erhielt er den Terzaghi Award für Pionier-Arbeiten in der Bodenmechanik einschließlich Analyse von Konsolidierung und Setzung, Scherfestigkeiten für statische und seismische Böschungsanalysen und undrainierte Scherfestigkeit für weiche Tone und lockere Sande (Laudatio). Er ist Mitglied der International Commission on Swelling Rocks, der International Committee on Coastal Geotechnical Engineering und der International Committee on Foundation Engineering in Difficult Soil Conditions.

## Schriften
- mit Karl Terzaghi, Ralph B. Peck: Soil Mechanics in Engineering Practice. 3. Auflage, Wiley 1996.